# چاد دیرینگ
چاد دیرینگ (انگلیسی: Chad Deering؛ زادهٔ ۲ سپتامبر ۱۹۷۰) یک بازیکن فوتبال اهل ایالات متحده آمریکا است.
وی همچنین در تیم ملی فوتبال ایالات متحده آمریکا بازی کرده‌است.